# DSB MR

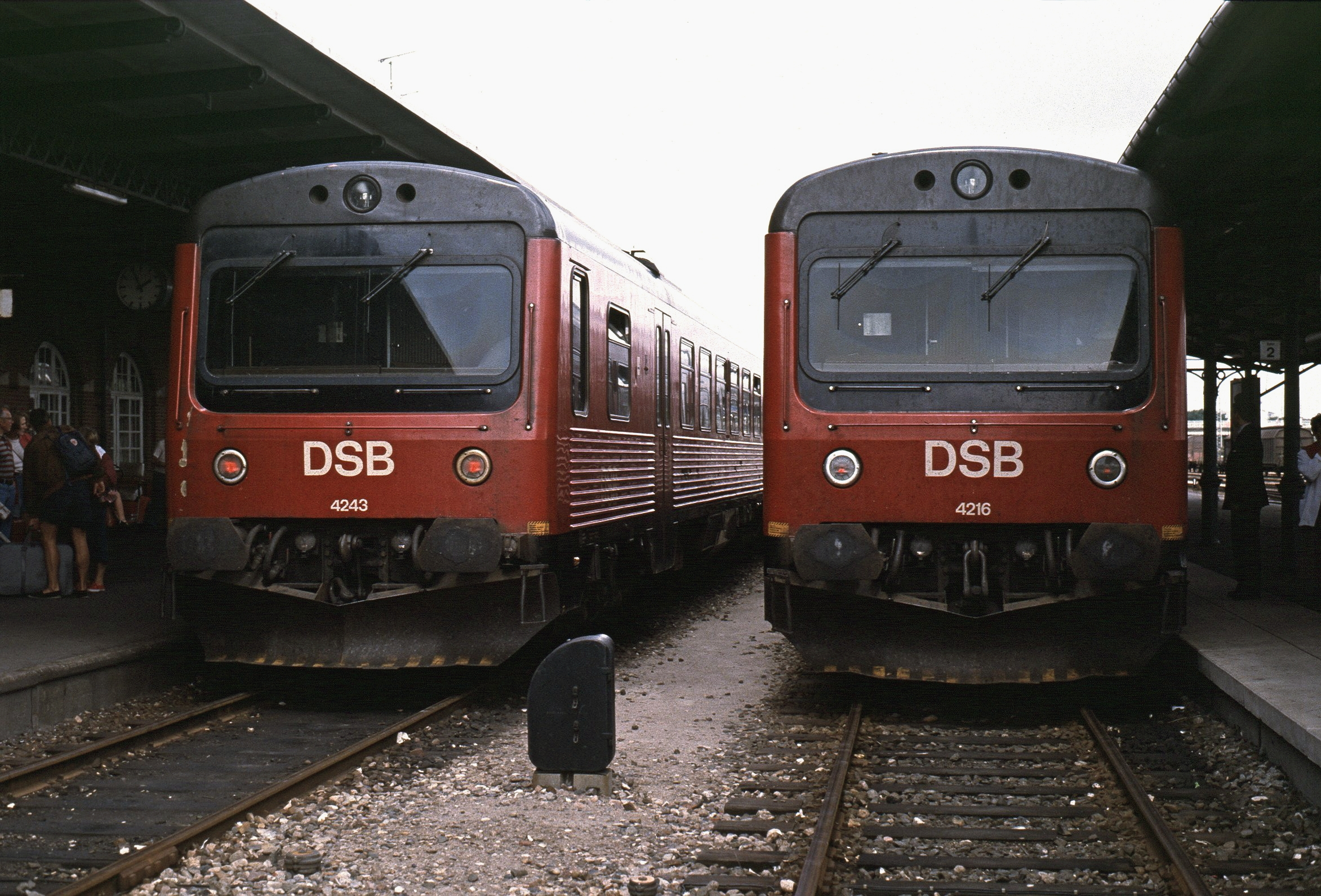
Zwei Triebwagen der Baureihe MRD in ursprünglicher Farbgebung in Esbjerg, 1992

Die Baureihe DSB MR/MRD ist ein zweiteiliger Dieseltriebzug, von dem zwischen 1978 und 1985 insgesamt 98 Einheiten in Dienst gestellt wurden. Die Züge wurden ursprünglich nur bei den Dänischen Staatsbahnen eingesetzt, wurden jedoch inzwischen an andere Bahngesellschaften verkauft oder verschrottet.

## Baugeschichte
Die DSB beschafften zwischen 1978 und 1985 beim deutschen Hersteller Waggonfabrik Uerdingen in Zusammenarbeit mit dem dänischen Hersteller Scandia A/S in Randers je rund 100 dieselhydraulische Triebwagen der Baureihe MR und MRD für den Regionalverkehr.
1975 legten die DSB den Plan 90 vor, der die Entwicklung bis 1990 aufzeigen sollte. Neben den Anforderungen für den Fernverkehr enthielt der Entwicklungsplan Pläne für neue Nahverkehrstriebwagen, die hauptsächlich für die Strecken westlich des Großen Belts benötigt wurden.
Nach Tests mit der deutschen Baureihe 627/628 erfolgte eine auf dieser basierende Neukonstruktion. Es entstanden zweiteilige, baugleiche Triebwagen, die je einen Motor und einen Führerstand aufwiesen. Zwei Einheiten wurden am Kurzkuppelende fest gekuppelt. Gleichzeitig war es möglich, bis zu fünf dieser Triebwagen zu größeren Einheiten zu kuppeln und von einem Triebfahrzeugführer in Mehrfachtraktion fahren zu lassen. Die ersten 30 Fahrzeuge wurden in Deutschland von der Waggonfabrik Uerdingen hergestellt, die weiteren in Lizenz bei Scandia in Randers.
Die stark anwachsenden Passagierzahlen auf einigen Strecken führten bei den DSB um 1979 zu Planungen, den Triebzug um einen nicht motorisierten Mittelwagen zu erweitern. Von einer Beschaffung dieser als FR oder RU zu bezeichnenden Wagen wurde später jedoch Abstand genommen, weil die manuelle Kurzkupplung zwischen den Wagen eine flexible Verstärkung/Schwächung nicht ermöglichen würde. Für die zwei- und dreiteiligen Einheiten hätten unterschiedliche Umlaufpläne erstellt werden müssen. Stattdessen entschlossen sich die DSB Ende 1979 zu einer weiteren Bestellung von MR-Einheiten. Dabei wurde eine Hälfte der zweiteiligen Triebwagen mit einem flexibel nutzbaren Gepäckraum (dänisch: Flexrum) ausgestattet. Diese Fahrzeuge wurden ab 1984 geliefert, als MRD bezeichnet und fortan gemeinsam mit je einem Fahrzeug der Reihe MR verbunden. Die Bestellung wurde 1981 und 1982 erweitert, um eine Paarigkeit zwischen MR und MRD herzustellen. Insgesamt wurden 98 Fahrzeuge der Baureihe MR und 97 Fahrzeuge der Baureihe MRD gebaut. Die Nummern MR 4084 und MRD 4284 wurden nicht besetzt. Der Unterschied erklärt sich dadurch, dass zusätzlich ein Triebwagen (MR 4083) gebaut wurde, der den 1984 als Totalschaden nach einem Unfall ausgemusterten MR 4027 ersetzte. Das Gegenstück MRD 4227 wurde in MRD 4283 umgezeichnet.
Die Fahrzeuge stellten 1995 zahlenmäßig die zweitgrößte Triebfahrzeug-Baureihe der DSB dar.

## Einsatz
Im Takt der Auslieferung der neuen Triebwagen wurden die alten Triebwagen der Baureihe MO ausgemustert. Diese waren zuletzt nur noch auf der Strecke Hillerød–Helsingør (Lille Nord) im Einsatz. Hier wollten die DSB die neuen Triebwagen der Baureihe MR/MRD einsetzen. Dabei entstand das Problem, dass dies die einzigen Fahrzeuge dieser Baureihe östlich des Großen Belts gewesen wären, was die Wartung erschwert hätte. Es gelang den DSB nicht, die Privatbahnen im Norden Seelands zu überreden, gleichfalls Fahrzeuge der Baureihe MR/MRD zu beschaffen. Darum beschafften die DSB nur für die Lille Nord die Baureihe DSB ML (1984) in Zweitbesetzung, die den Y-Triebzügen der Privatbahnen entsprach und gemeinsam mit diesen gewartet werden konnte. Für die Strecke Roskilde–Køge–Næstved (Lille Syd)  nahmen die DSB in Kauf, dass sie die Triebwagen auf einer Strecke östlich des Großen Belts einsetzte.
Neben dem Regionalverkehr auf Jütland und Fünen setzten die DSB die Fahrzeuge im Fernverkehr ein. So sind 1986 einige MR/MRD für einen regelmäßigen Einsatz im Zuglauf des Englænderen zwischen Kopenhagen und den England-Fähren ab Esbjerg umgebaut worden (MR 4093–4098; MRD 4293–4298). Unter anderem erhielten die MR-Wagen dabei ein kleines 1.-Klasse-Abteil hinter dem Führerstand. Bei den zugehörigen MRD-Wagen wurde der Gepäckraum durch ein großes Kofferregal ergänzt, wodurch sich die Anzahl an Klappsitzen halbierte.
Durch die Motorleistung der beiden Triebwagen waren die Triebzüge stark genug, einzelne reguläre Wagen mitzuführen. Überwiegend waren dies Post- und Gepäck- sowie Reisezug- und Liegewagen.

## Modernisierung

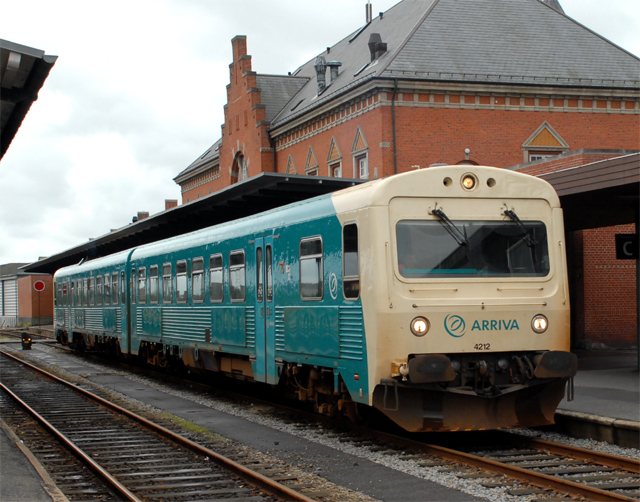
Zug der Arriva im Bahnhof Esbjerg

Anfang der 1990er Jahre hatten die ältesten Wagen mit 15 Jahren Betriebseinsatz etwa die Hälfte ihrer geplanten Lebensdauer erreicht. Daher wurden alle Fahrzeuge zwischen 1995 und 1997 in Deutschland bei Partner für Fahrzeugausstattung (PFA) in Weiden modernisiert. Sie erhielten eine neue Inneneinrichtung und neue Türen. Die zulässige Höchstgeschwindigkeit wurde von 120 km/h auf 130 km/h erhöht. Die Wagenkästen wurden weiß lackiert, wobei die Türpartien rot hervorgehoben wurden und die Fahrzeuge damit äußerlich den IC3- und IR4-Triebzügen ähnelten. Bereits vorher wurden sie zwischen 1991 und 1994 mit dem dänischen Zugsicherungssystem ATC, das international als ZUB 123 bezeichnet wird, ausgestattet.

## Verbleib
2003 verloren die DSB einen Teil der Strecken auf Jütland, dem Haupteinsatzgebiet der Baureihe, an das Privatunternehmen Arriva. In der Folge wurden 39 MR/MRD-Triebwagen an diese Firma verliehen. Sie erhielten dort eine neue Lackierung der Türpartien. Von diesen wurden 24 Fahrzeuge 2004 an die DSB zurückgegeben. Die bei Arriva verbliebenen Triebwagen erhielten 2005 eine neue, überwiegend lichtblaue Lackierung mit cremefarben abgesetzter Frontpartie.
Ab 2005 wurden die DSB-Fahrzeuge erneut renoviert und erhielten unter anderem eine neue Lackierung im gleichen hellgrau mit dunkelblau abgesetzten Fensterbändern, wie sie bei den Triebzügen MF und ER eingeführt wurde.

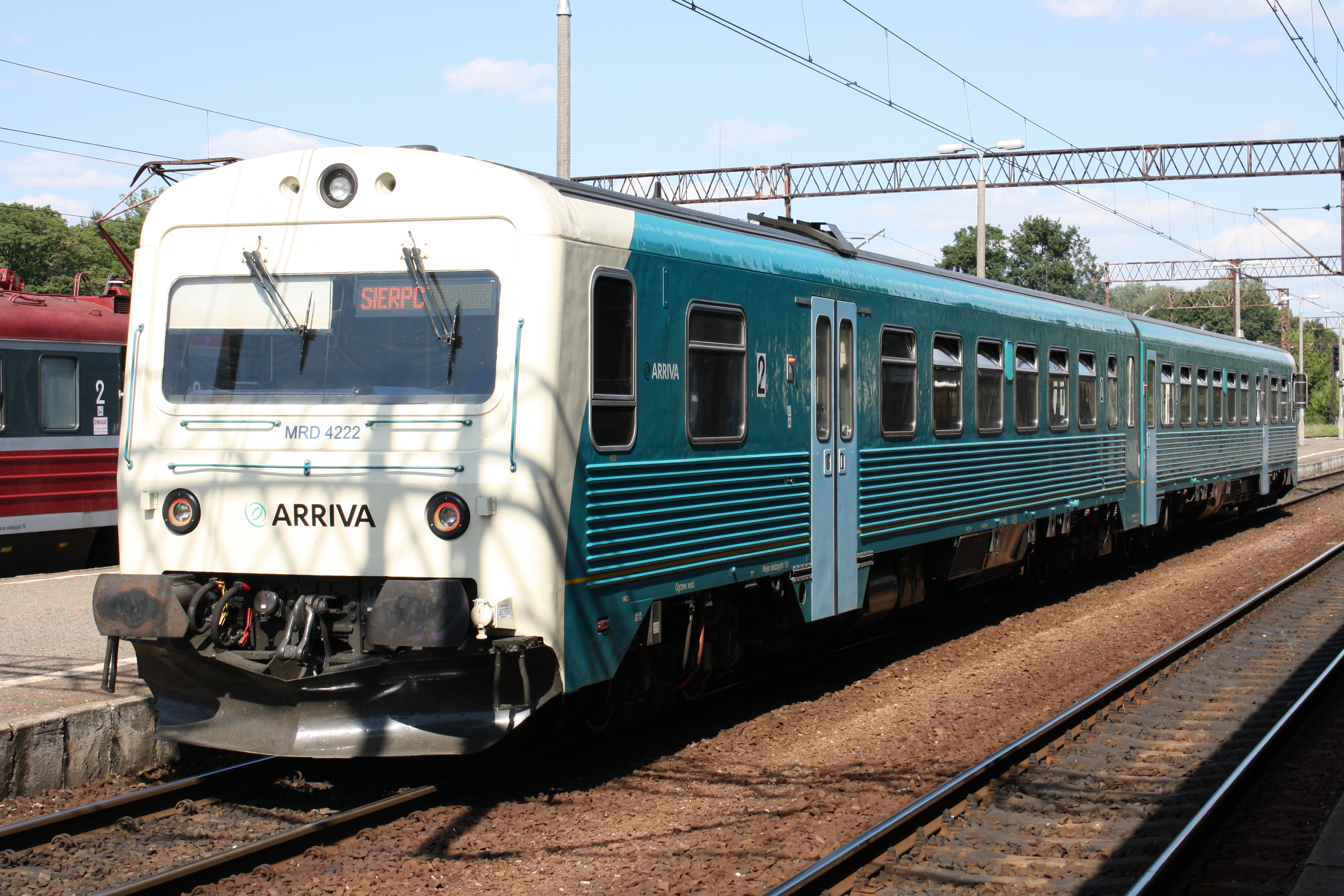
Zug der Arriva im polnischen Bahnhof Toruń Główny

2007 wurden 13 Fahrzeuge von den DSB an Arriva UK verkauft. Diese werden seitdem bei der polnischen Tochtergesellschaft Arriva RP eingesetzt.
Durch die Verlängerung der Verkehrsverträge mit Arriva wurden die verliehenen Züge seit 2010 an DSB zurückgegeben und größtenteils im ehemaligen Güterbahnhof Frederica hinterstellt. 2012 wurden einige Garnituren für den Einsatz auf den Abschnitten Aarhus–Aalborg und Aarhus–Esbjerg reaktiviert, um die mit Problemen behaftete Baureihe MG zu ersetzen. Dadurch konnten Fahrzeuge der Reihe MF für die direkten InterCity-Züge zwischen Esbjerg und Kopenhagen sowie zwischen Aarhus, Fünen und Kopenhagen verwendet werden. Bis Ende 2012 wurden diese Einsätze wieder beendet.
Seit dem 28. Januar 2019 ist keiner der DSB-Züge mehr im Einsatz. Vom Abstellplatz in Frederica aus wurden sie im gleichen Jahr zur Verschrottung gebracht.

### C Rail Safety MR/MRD
Das 2011 gegründete Wartungsunternehmen C Rail Safety (CRSA) hat 2019 die beiden Einheiten MR/MRD 4062/4262 und 4082/4282 übernommen (95 86 0004 XXX-Y DK-CRSA).